# Stazione meteorologica di Germagnano
La stazione meteorologica di Germagnano è la stazione meteorologica di riferimento relativa alla località di Germagnano.

## Coordinate geografiche
La stazione meteo si trova nell'Italia nord-occidentale, in Piemonte, in provincia di Torino, nel comune di Germagnano, a 502 metri s.l.m. e alle coordinate geografiche 45°16′N 7°27′E.

## Dati climatologici
In base alla media trentennale di riferimento 1961-1990, la temperatura media del mese più freddo, gennaio, si attesta a +0,6 °C; quella del mese più caldo, luglio, è di +19,8 °C .
| Germagnano         | Mesi | Mesi | Mesi | Mesi | Mesi | Mesi | Mesi | Mesi | Mesi | Mesi | Mesi | Mesi | Stagioni | Stagioni | Stagioni | Stagioni | Anno |
| Germagnano         | Gen  | Feb  | Mar  | Apr  | Mag  | Giu  | Lug  | Ago  | Set  | Ott  | Nov  | Dic  | Inv      | Pri      | Est      | Aut      | Anno |
| ------------------ | ---- | ---- | ---- | ---- | ---- | ---- | ---- | ---- | ---- | ---- | ---- | ---- | -------- | -------- | -------- | -------- | ---- |
| T. max. media (°C) | 4,5  | 6,5  | 10,3 | 14,3 | 19,5 | 22,8 | 25,6 | 23,9 | 20,4 | 14,3 | 9,2  | 5,7  | 5,6      | 14,7     | 24,1     | 14,6     | 14,8 |
| T. min. media (°C) | −3,4 | −2,6 | 1,3  | 5,1  | 8,9  | 12,0 | 14,1 | 13,2 | 10,8 | 5,9  | 1,5  | −1,6 | −2,5     | 5,1      | 13,1     | 6,1      | 5,4  |